# Überfall auf die Queen Mary
Überfall auf die Queen Mary (Originaltitel: Assault on a Queen) ist ein 1965 entstandener, US-amerikanischer Thriller von Jack Donohue mit Frank Sinatra, Virna Lisi, Anthony Franciosa und dem Bergman-Star Alf Kjellin in den Hauptrollen. Der Geschichte liegt der 1959 erschienene Roman Assault on a Queen von Jack Finney zugrunde.

## Handlung
Seit Jahren befinden sich die Italienerin Rosa Lucchesi und ihr amerikanischer Partner Vic Rossiter vor den Bahamas auf Schatzsuche. Doch anstatt auf eine mit Golddublonen und Preziosen gefüllte Galeone stoßen die beiden lediglich auf ein vor der Küste gesunkenes deutsches U-Boot aus der Zeit des Zweiten Weltkriegs. Man beschließt, mit Hilfe des deutschen U-Boot-Exoffiziers Eric Loefson (im Original: Lauffnauer und in der deutschen Synchronisation ein US-Amerikaner) sowie dem ehemaligen Marineoffizier Mark Brittain und dessen Kumpan Linc Langley, die beide Eigner eines bankrotten Charterboot-Unternehmens sind, das U-Boot zu heben und wieder flottzumachen. Bald kommt jemand auf die abstruse Idee, sich, wenn man schon keinen Schatz gefunden hat, mit dem geborgenen U-Boot heimlich der Queen Mary zu nähern, den auf Atlantiküberquerung befindlichen Passagierdampfer zu entern und den, so hofft man, prall gefüllten Schiffstresor auszurauben. Um das U-Boot wieder in Gang zu bringen, wird für dieses waghalsige Unternehmen eine weitere Person an Bord geholt, der Maschinenexperte Tony Moreno, der den Antrieb des Bootes schließlich reparieren kann.

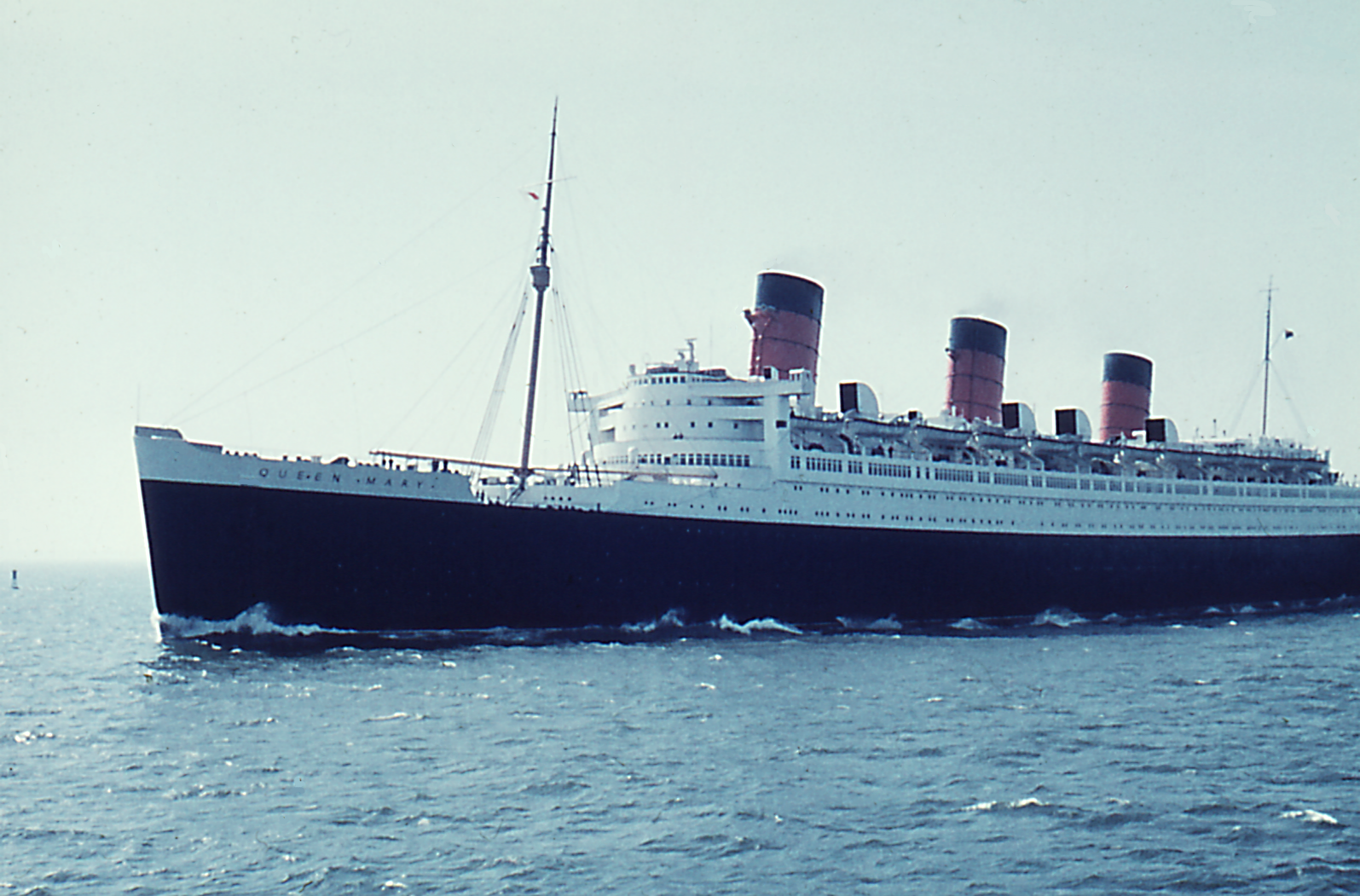
"Darstellerin" und Filmkulisse: Die Queen Mary

Das U-Boot nimmt Kurs auf die Queen Mary und kann sich dem Ozeanliner unbemerkt nähern. Brittain, Rossiter und Loefson nehmen mit dem Schiff Funkkontakt auf. Unter dem Vorwand, ein britisches U-Boot in geheimer Mission zu sein, bringen sie die Schiffsbesatzung dazu, die Maschinen des Dampfers zu stoppen und sie an Bord kommen zu lassen. Kurz darauf offenbaren sie dem entsetzten Kapitän des Luxusliners ihre wahre Absicht und drohen unverblümt, sein Schiff vom U-Boot aus zu torpedieren, sollte er nicht den Schiffstresor öffnen und den drei Männern dessen Inhalt übergeben. Während der Safe geleert wird, setzt man von der Queen Mary ein S.O.S. an ein amerikanisches Küstenwachboot ab. Daraufhin fliehen die Gangster überstürzt. Rossiter wird bei dem Versuch, einer Passagierin einen wertvollen Ring vom Finger zu reißen, von einem Besatzungsmitglied erschossen, und Brittain und Loefson verlieren ihre Beute. Wieder zurück auf dem U-Boot stellt sich heraus, dass das U-Boot über funktionstüchtige Torpedos verfügt, was Loefson als einziger wusste, während die übrigen Beteiligten davon ausgegangen waren, man wolle und könne nur mit einer Torpedierung bluffen. Loefson will nun das sich rasant nähernde US-Küstenwachboot torpedieren, um nicht geschnappt zu werden. Als Brittain dies verhindern will, bedroht ihn Loefson mit einer Pistole. Es kommt zu einem Handgemenge zwischen Brittain und Loefson. Als Rosa Lucchesi ebenfalls versucht, Loefson die Pistole aus der Hand zu reißen, erschießt dieser versehentlich Tony Moreno, der gerade die Torpedos abfeuern will. Loefson gelingt es noch anstelle von Moreno die beiden Torpedos abzufeuern, bevor ihn Brittain endgültig überwältigen kann. Die Torpedos werden aber durch eine Maschinengewehrsalve von Bord des US-Küstenwachboots zur Explosion gebracht, bevor sie das Boot erreichen. Rosa, Mark und Linc fliehen in Panik vom Unterseeboot mit einem Schlauchboot. Als Loefson, der von Brittain bewusstlos geschlagen wurde, wieder zu sich kommt, eilt er auf den Turm des U-Boots und sieht, wie er von dem Küstenwachschiff gerammt wird. Verzweifelt schießt er mit der Pistole auf den Bug des Küstenwachbootes, bis das U-Boot gerammt wird und explodiert, dabei wird Loefson getötet. Während die Queen Mary ihre Fahrt fortsetzt, rudern die verbliebenen drei Schiffsräuber aufs offene Meer hinaus, Zielrichtung Südamerika.

## Produktionsnotizen
Überfall auf die Queen Mary entstand 1965 vor der Küste Floridas (Außenaufnahmen), teilweise an Bord der echten Queen Mary, und wurde am 15. Juni 1966 in Philadelphia uraufgeführt. Die deutsche Premiere fand am 6. Januar 1967 statt, die deutsche Fernseherstausstrahlung war in der ARD am 29. Januar 1977 um 20 Uhr 15. Im Januar 2019 erschien der Film auf Blu-ray Disc und DVD.
Der Kameramann William H. Daniels wirkte hier auch als Produktionsleiter. Paul Groesse schuf die Filmbauten, John P. Austin die Ausstattung. Wally Westmore überwachte das Makeup und die Masken. Edith Head zeichnete für Virna Lisis Kostüme verantwortlich. Farciot Edouart gestaltete die Rückprojektion.
Der Film, von Sinatras eigener Filmgesellschaft Sinatra Enterprises mitproduziert, diente primär als klassisches Starvehikel, das den durch seine diversen Unterweltkontakte über die Jahre hinweg in Verruf geratenen Gesangs- und Schauspielstar entsprechend als coolen He-Man herausstellen sollte.

## Kritiken
Der sehr konventionell gestaltete und wenig ambitionierte Star-Krimi fand bei der Kritik im In- und Ausland nur selten Gegenliebe. Nachfolgend einige Beispiele:
Bosley Crowther urteilte in der New York Times: „Was ist gut daran? Der wirklich großartige Titel, zwei gute, draufgängerische Darbietungen, die Farbe und eine oder zwei Aufnahmen aus der Ferne von dem prächtigen Ozeanriesen. (…) Der Film ist total vorhersehbar, vorn wie achtern, mit den üblichen Spannungen vor dem Raubüberfall und dem Gezänk. Virna Lisi, das Platin-Wunder, sehnt sich nach Mr. Sinatra, der natürlich der starke Boss der Bande ist. Tony Franciosa spielt einen sarkastischen Hitzkopf. Errol John macht sich sehr gut als Kumpel des Helden. Und Alf Kjellin und Richard Conte, als zwei weitere Verschwörer, sind beide in Ordnung.“
Der Movie & Video Guide stellte fest, die Geschichte sei lediglich ein „schlampiges Sinatra-Vehikel“.
Im Lexikon des Internationalen Films heißt es: „Fantasievolle Abenteuerunterhaltung mit kriminalistischer Spannung; herausragend die spannungsreiche Big-Band-Musik von Duke Ellington.“
Halliwell’s Film Guide fand, der Film sei ein „angestrengter Raubüberfallfilm, der nicht weiß, ob er nun auf Drama oder Thriller machen soll, und weder das eine noch das andere erreicht. Auch die Spezialeffekte überzeugen nicht.“

„So spannend wie Plastikbötchen in der Badewanne.“